# Andrzej Woronko
Andrzej Woronko (ur. 3 maja 1954) – polski piłkarz występujący na pozycji napastnika.

## Kariera
Seniorską karierę rozpoczynał w 1972 roku w Pogoni Szczecin. W klubie tym występował do 1983 roku, z wyjątkiem sezonu 1977/1978, kiedy to grał w Zawiszy Bydgoszcz. Ogółem w I lidze polskiej wystąpił w 157 meczach, w tym w 142 w barwach Pogoni. W latach 1983–1985 był zawodnikiem szwedzkiego Mjällby AIF, rozgrywając w tym okresie 19 meczów w Allsvenskan. W rundzie wiosennej sezonu 1985/1986 występował w Stilonie Gorzów Wielkopolski.

## Statystyki ligowe
| Sezon         | Klub                       | Liga        | Mecze | Gole |
| ------------- | -------------------------- | ----------- | ----- | ---- |
| 1972/1973     | Pogoń Szczecin             | I liga      | 15    | 5    |
| 1973/1974     | Pogoń Szczecin             | I liga      | 24    | 4    |
| 1974/1975     | Pogoń Szczecin             | I liga      | 30    | 2    |
| 1975/1976     | Pogoń Szczecin             | I liga      | 18    | 1    |
| 1976/1977     | Pogoń Szczecin             | I liga      | 8     | 1    |
| 1977/1978     | Zawisza Bydgoszcz          | I liga      | 15    | 0    |
| 1978/1979     | Pogoń Szczecin             | I liga      | 5     | 0    |
| 1979/1980     | Pogoń Szczecin             | II liga     | ?     | ?    |
| 1980/1981     | Pogoń Szczecin             | II liga     | ?     | ?    |
| 1981/1982     | Pogoń Szczecin             | I liga      | 15    | 0    |
| 1982/1983     | Pogoń Szczecin             | I liga      | 27    | 2    |
| 1983 (j)      | Mjällby AIF                | Allsvenskan | 4     | 0    |
| 1984          | Mjällby AIF                | Division 2  | ?     | ?    |
| 1985          | Mjällby AIF                | Allsvenskan | 15    | 1    |
| 1985/1986 (w) | Stilon Gorzów Wielkopolski | III liga    | ?     | ?    |